# Sam Whitelock
Samuel Lawrence Whitelock (* 12. října 1988, Palmerston North) je novozélandský ragbista hrající v druhé řadě. V roce 2022 byl World Rugby vybrán do nejlepší sestavy světa. Od roku 2017 do 2023 vyhrál Super Rugby. Momentálně hraje francouzskou ligu za tým Pau. 
Z reprezentací Nového Zélandu má titul z MS 2011 a MS 2015, 3. místo z MS 2019 a 2. místo z MS 2023. Je rekordmanem v počtu startů (26) na MS v ragby i v počtu startů (153) za novozélandskou reprezentaci. Desetkrát se stal vítězem Rugby Championship (2010, 2012-2014, 2016-2018, 2020-2022). 
Je ambasadorem organizace pomáhající farmářům a podle svých slov se po konci rugbyové kariéry bude farmaření věnovat.